# Chailly-en-Bière
Chailly-en-Bière ist eine französische Gemeinde mit 2.172 Einwohnern (Stand: 1. Januar 2022) im Département Seine-et-Marne in der Region Île-de-France. Sie gehört zum Arrondissement Fontainebleau und zum Kanton Fontainebleau (bis 2015: Kanton Perthes).
Die Einwohner werden Chaillotins genannt.

## Geographie
Chailly-en-Bière liegt etwa 47 Kilometer südsüdöstlich von Paris und etwa neun Kilometer nordwestlich von Fontainebleau im Regionalen Naturpark Gâtinais français. Der Wald von Fontainebleau liegt im Osten.
Durch die Gemeinde führen die frühere Route nationale 7 (heutige D607) und die frühere Route nationale 37 (heutige D637).

### Nachbargemeinden
Umgeben ist Chailly-en-Bière von den Gemeinden Villiers-en-Bière im Norden und Nordwesten, Fontainebleau im Osten, Barbizon im Süden, Fleury-en-Bière im Südwesten sowie Perthes im Westen.

## Bevölkerungsentwicklung
| 1962                      | 1968 | 1975 | 1982 | 1990 | 1999 | 2006 | 2012 |
| ------------------------- | ---- | ---- | ---- | ---- | ---- | ---- | ---- |
| 1028                      | 1040 | 1315 | 1757 | 2029 | 2129 | 2132 | 1951 |
| Quelle: Cassini und INSEE |      |      |      |      |      |      |      |

## Sehenswürdigkeiten
- Kirche Saint-Paul, seit 1926 Monument historique
- Herberge Le Cheval Blanc, seit 1984 Monument historique

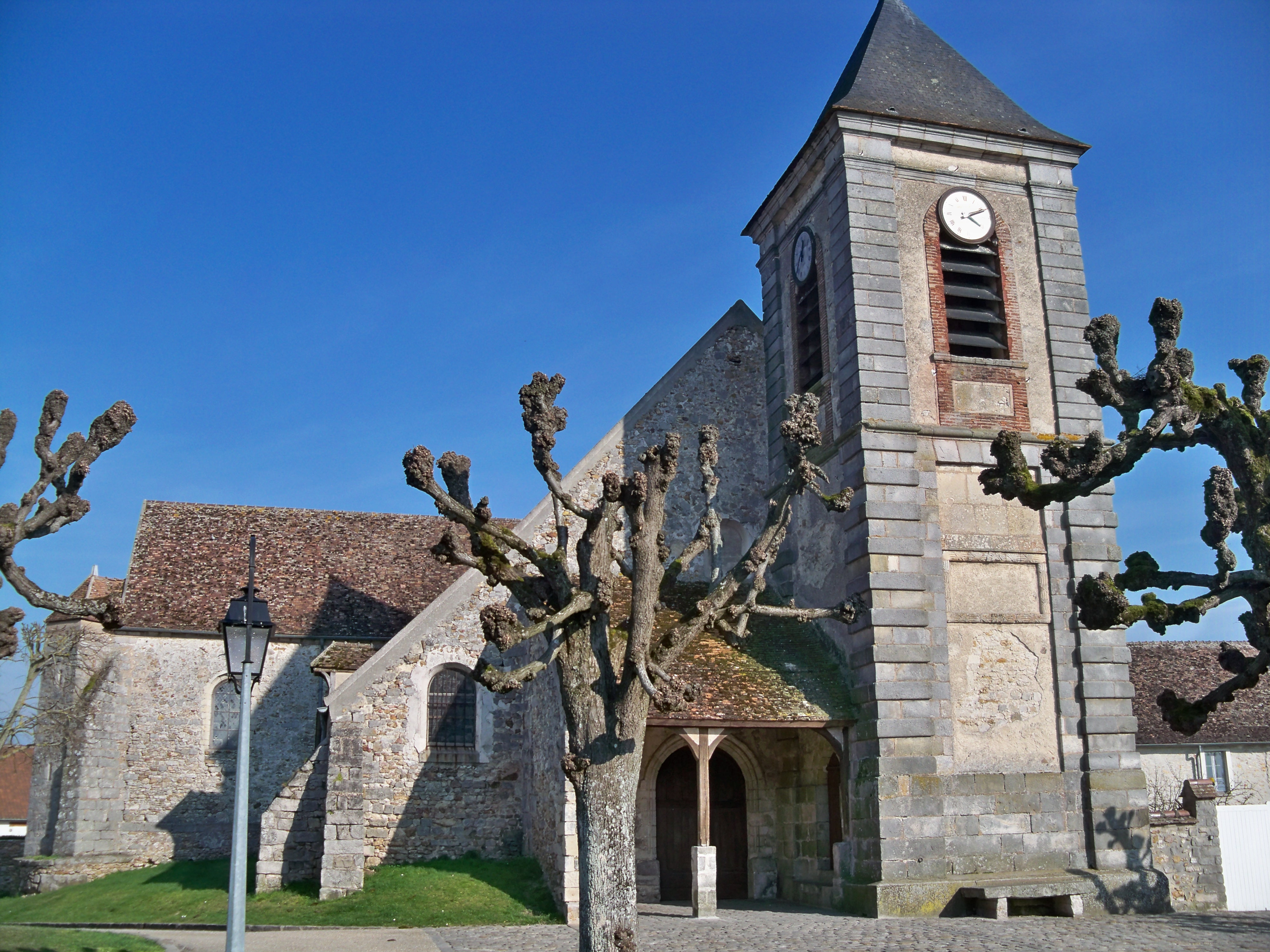
Kirche Saint-Paul

## Persönlichkeiten
- Karl Bodmer (1809–1893), Maler, hier bestattet
- Théodore Rousseau (1812–1867), Maler, hier bestattet
- Jean-François Millet (1814–1875), Maler, hier bestattet

## Gemeindepartnerschaften
Mit der britischen Gemeinde Barnburgh in Yorkshire (England) besteht seit 1995 eine Partnerschaft.